# 文星镇 (仪陇县)
文星镇，是中华人民共和国四川省南充市仪陇县下辖的一个乡镇级行政单位。

## 行政区划
文星镇下辖以下地区：
龙凤社区、龙家沟村、天星寨村、绿水河村、肖家桥村、高龙山村、大石桥村、寒包垭村、刘家沟村、文家梁村、熊家庙村、峨山寨村、金羊庙村、耸峰山村、西禅寨村、邓家坝村和龙凤场村。